# Piet Killaars
Piet Killaars (Tegelen, 17 oktober 1922 - Maastricht, 8 februari 2015) was een Nederlands beeldhouwer.

## Leven en werk
Piet Wilhelmus Killaars trad in 1939 in dienst van het keramische bedrijf Russell Tiglia in Tegelen, waar een nieuwe kunstnijverheidsafdeling werd gestart. Kunstenaars werd de gelegenheid geboden hun werken in keramiek uit te voeren. Van deze mogelijkheid werd gebruikgemaakt door onder anderen: Charles Eyck, Suzanne Nicolas, Wim van Hoorn en Wim Harzing. Killaars had tot taak deze kunstenaars technisch te ondersteunen. Hij volgde tekenlessen bij Sef Moonen in Venlo en avondlessen beeldhouwen bij Victor Sprenkels in Tegelen. Killaars ging in 1941 naar Maastricht, waar hij van 1941 tot 1943 bij Charles Vos (1888-1954) aan de Middelbare Kunstnijverheidsschool, de latere Academie Beeldende Kunsten Maastricht studeerde. Hij voorzag in zijn levensonderhoud door bij een keramisch atelier in Maastricht te werken. Zijn eerste kunstwerken voerde hij dan ook in keramiek uit, zoals Weeklagende vrouw uit 1944. Tussen 1943 en eind 1944 dook hij onder, eerst in Echt en later in Tegelen.
Na de bevrijding maakte hij diverse reizen en werkte hij bij verscheidene beeldhouwers in Nederland en België. In 1948 maakte hij een studiereis naar Frankrijk, waar hij het werk leerde kennen van beeldhouwers als Jacques Lipchitz, Henri Laurens, Germaine Richier en Alberto Giacometti. Daarna zette hij zijn beeldhouwopleiding voort aan de Jan van Eyck Academie bij Oscar Jespers (1887-1970). Hij studeerde in 1953 cum laude af. Hij was van 1967 tot 1970 docent ruimtelijke vormgeving aan de Academie voor Beeldende en Bouwende Kunsten in Tilburg en van 1970 tot 1986 docent beeldhouwen aan de Stadsacademie voor Toegepaste Kunsten in Maastricht. Het werk van Killaars wordt gekenmerkt door de zogenaamde figuratieve geometrie, die teruggrijpt op de onbetwijfelbare wetmatigheden in de natuur.
Piet Killaars was gehuwd met Hélène van der Lubbe. Het echtpaar had drie dochters. Hun jongste dochter is getrouwd met beeldend kunstenaar Roy Villevoye. Killaars was ridder in de Orde van de Nederlandse Leeuw, houder van de provinciale erepenning van Limburg en ereburger van de stad Maastricht.
Van 2 november 2023 tot 21 januari 2024 was in het Bonnefantenmuseum de expositie "Piet Killaars 100 jaar" te zien, met een overzicht van zijn sculpturen en voorstudies afkomstig uit de collectie van het museum.

## Werken (selectie)
- 1949 Oorlogsmonument 1940-1945, Roelofarendsveen
- 1950 Phoenix, Tegelen
- 1955 Gevallenenmonument, Tegelen
- 1959 Lakenwevers, muur Sint-Andrieskerk, Achter de Barakken, Maastricht
- 1960 Oorlogsmonument, Vaals
- 1965 Reizigers, Venlo
- 1966 Energie, Tegelen
- 1968 Wording[2], Technische Universiteit Eindhoven
- 1968 Moenen, trappen Stikke Hezelstraat, Nijmegen
- 1968 Monument voor koningin Wilhelmina, Waddinxveen
- 1970 Brugbeeld, Boenderdalerbrug, Alkmaar
- 1970 Beweging in de ruimte, golf, Kruisstraat, Heerlen
- 1976 Beweging in de ruimte "spiraal", eerst tentoongesteld tijdens Beelden op de Berg in 1976, sindsdien Duivendaal, Wageningen
- 1977 Getorste beweging, Hilversum
- 1978 Buste J.J.F. Borghouts/Peter Zuid, Museumpark Overloon
- 1981 Spiraal II, Groene Hilledijk, Rotterdam
- 1982 Ritme, Goudsteeg, Zwolle
- 1983 Stroming, Tegelen
- 1986 Beweging in de ruimte, (Limburgs Gouvernement), Maastricht
- 1986 Cirkel, Hoogeveen
- 1988 Zonder titel, MECC, Maastricht
- ca. 1990 Sint-Servaasbasiliek, Maastricht: bronzen deuren Vrijthofportaal en Bergportaal; volksaltaar en lezenaar op het priesterkoor
- 1997 Innercirkel (vierdelig), Tegelen
- 1997 Lijn in beweging, Parkweg, Maastricht

## Fotogalerij

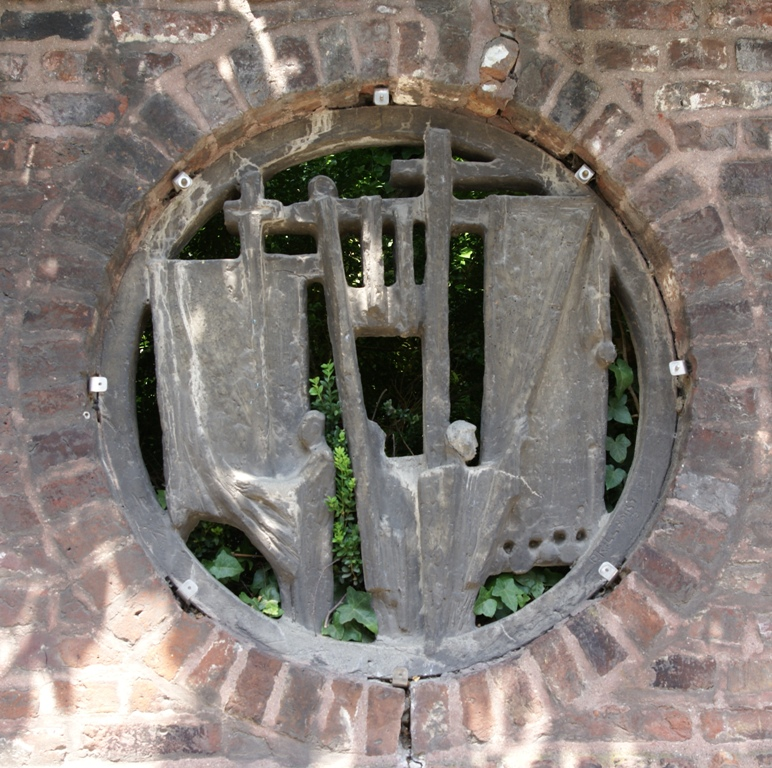
Lakenwevers (1959), Maastricht
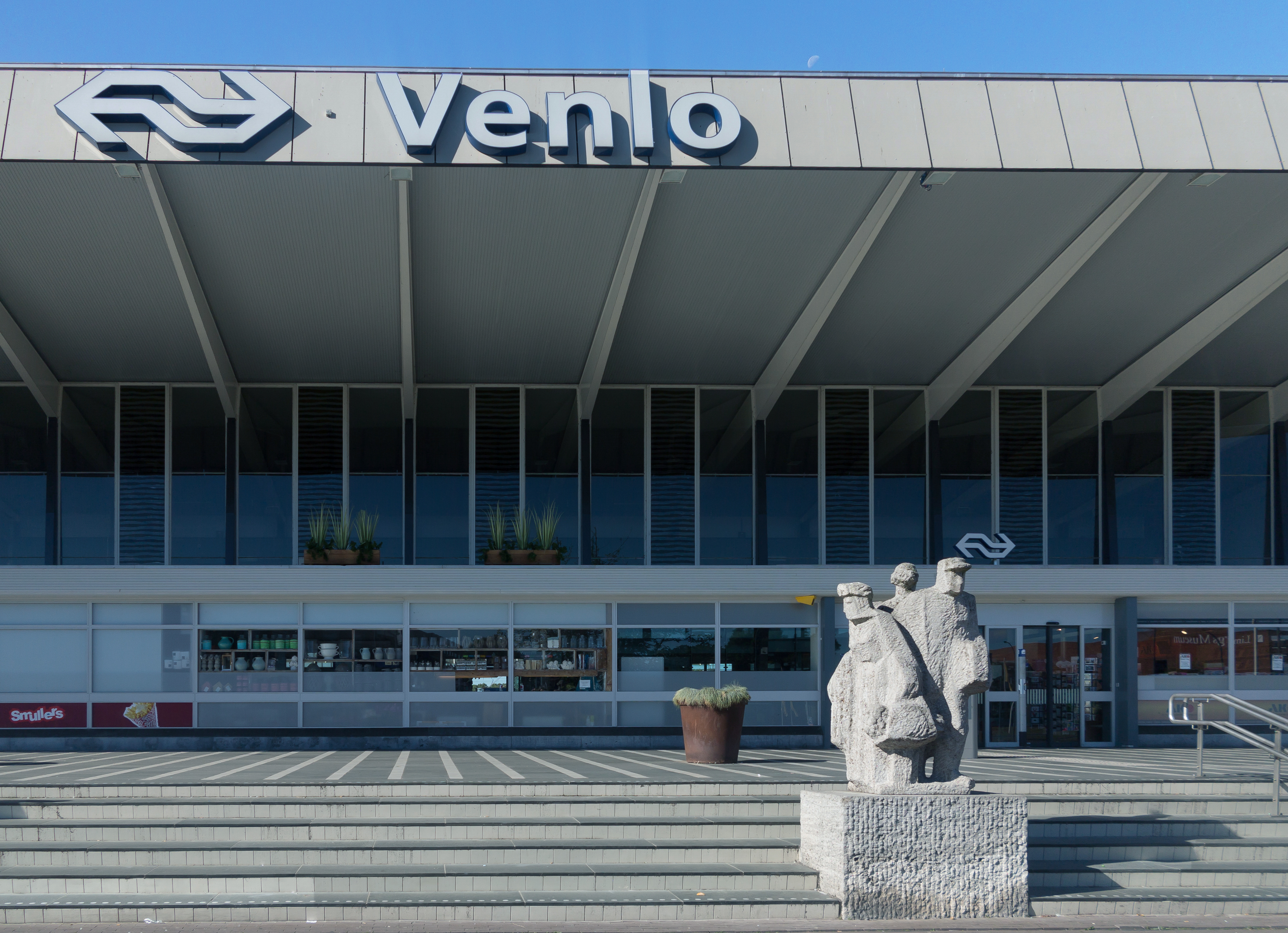
Reizigers (1965), Venlo
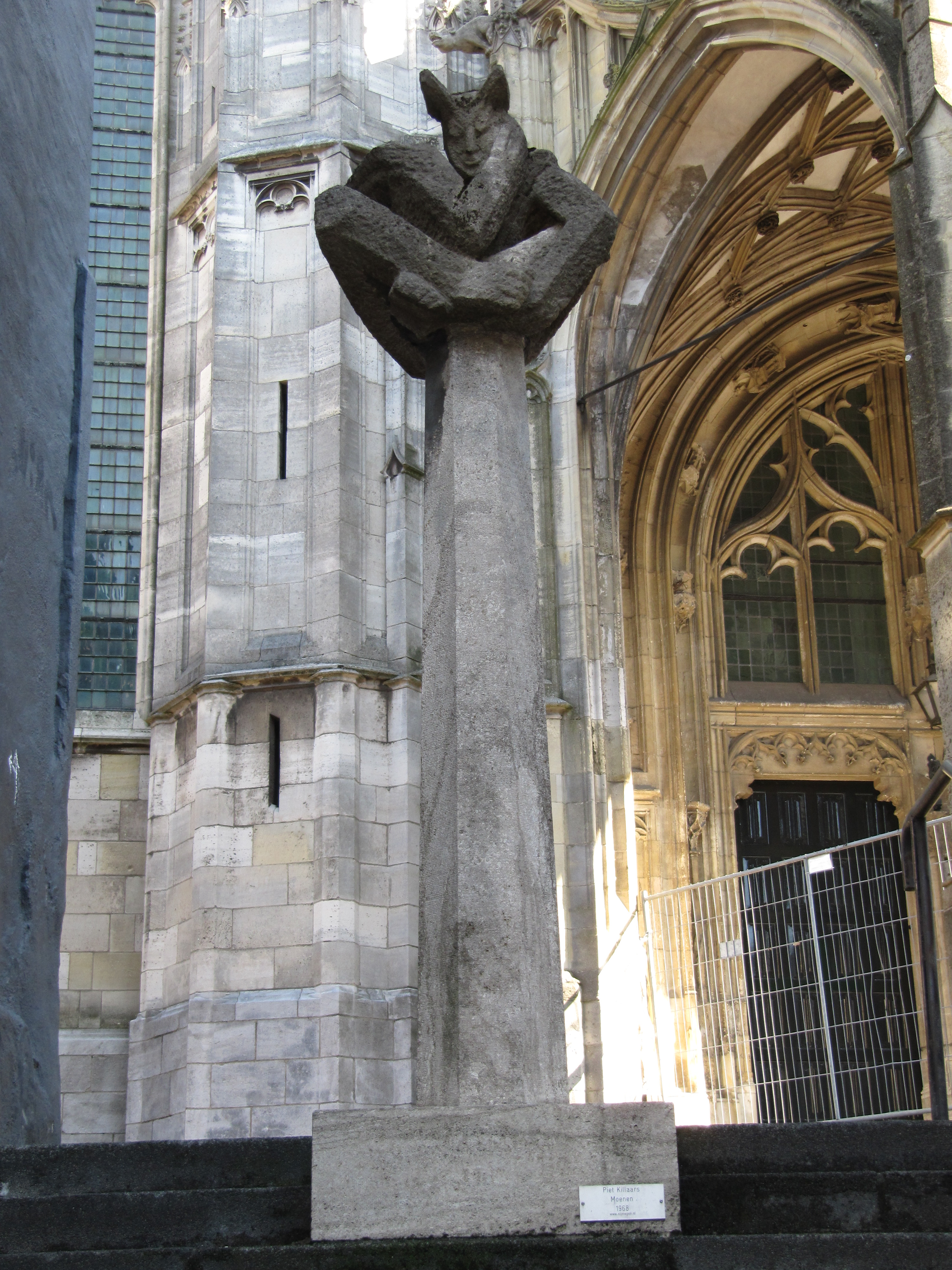
Moenen (1968), Nijmegen
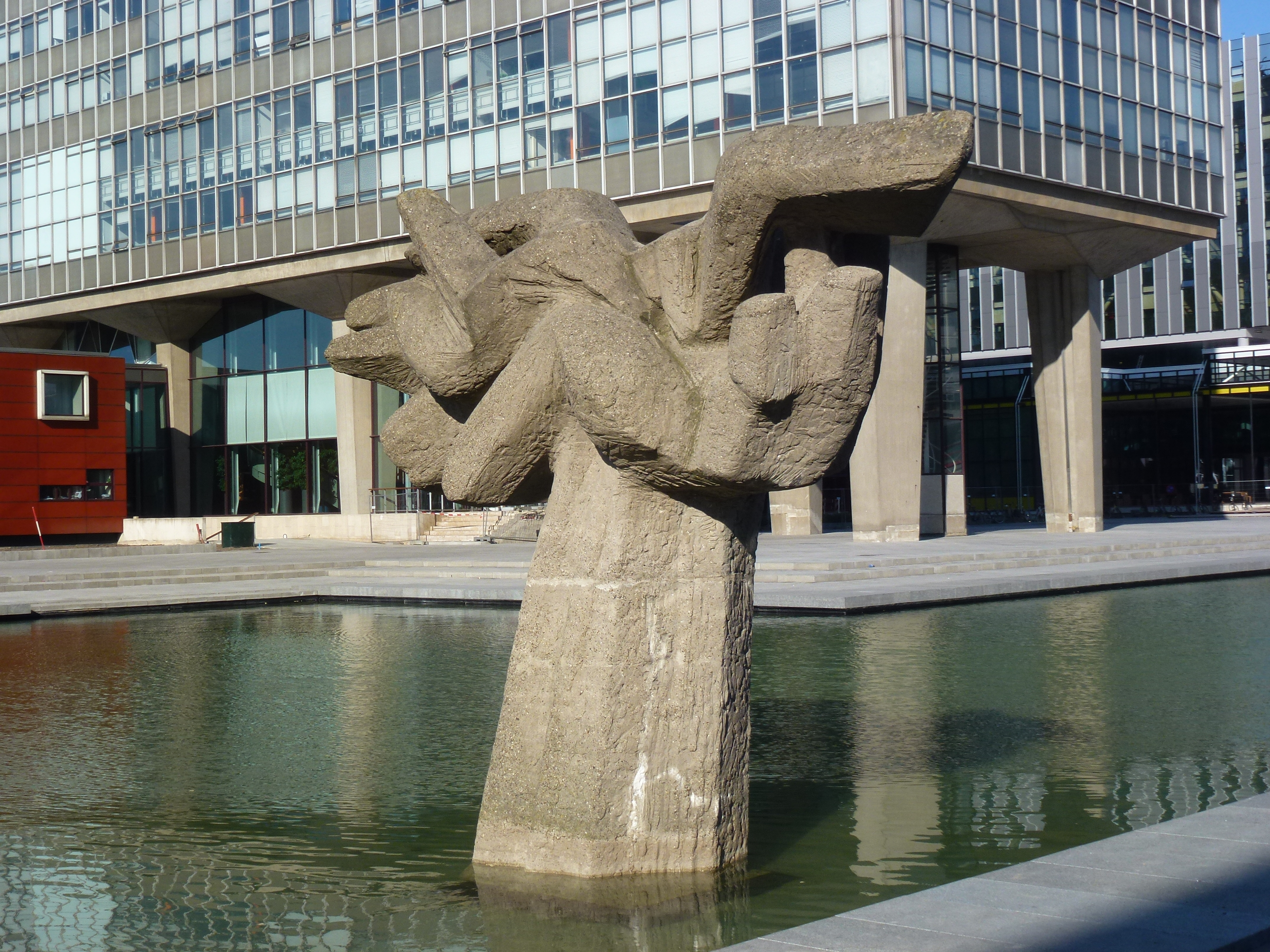
Wording (1968) TUe, Eindhoven
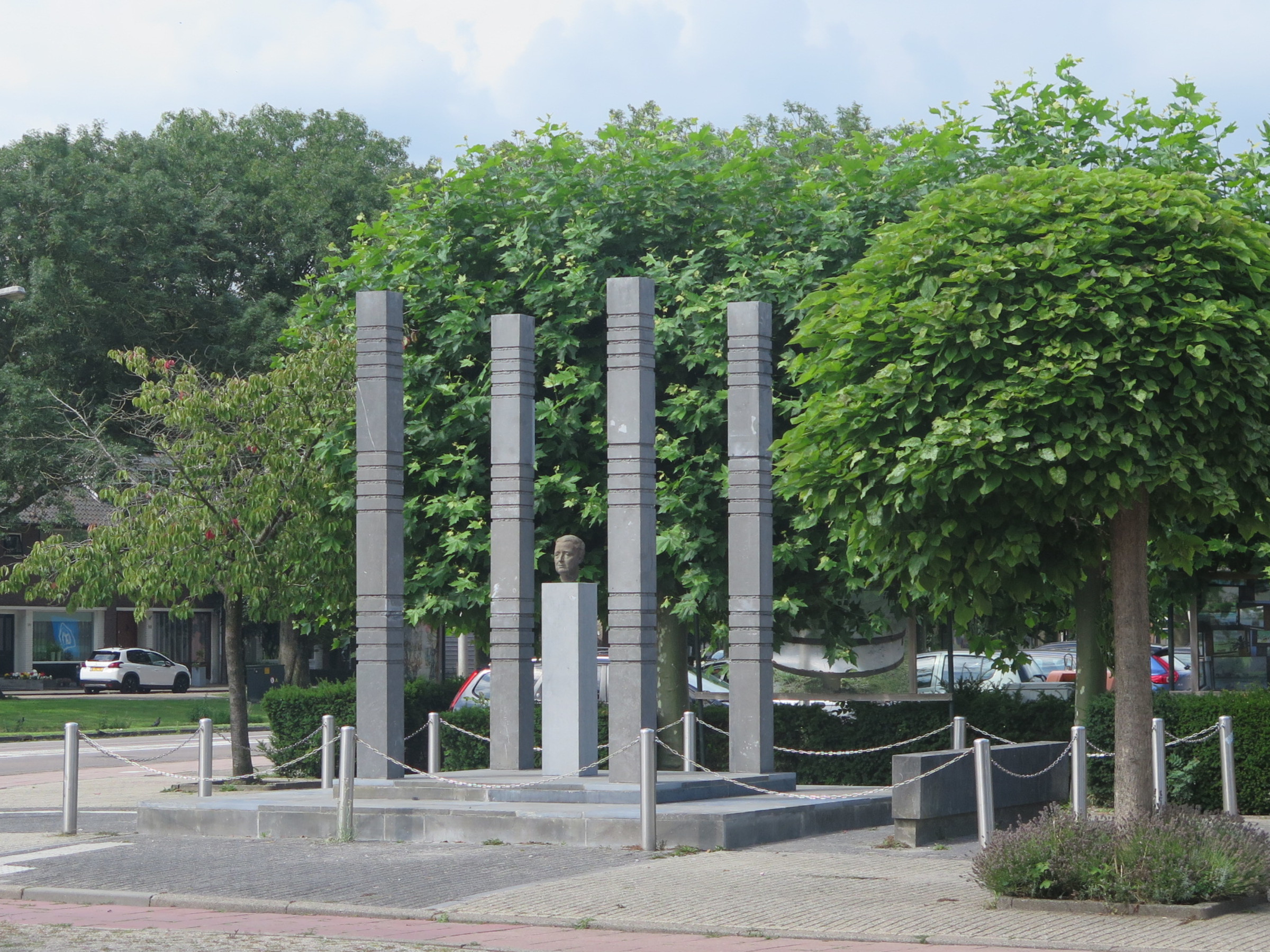
Monument voor koningin Wilhelmina, Waddinxveen
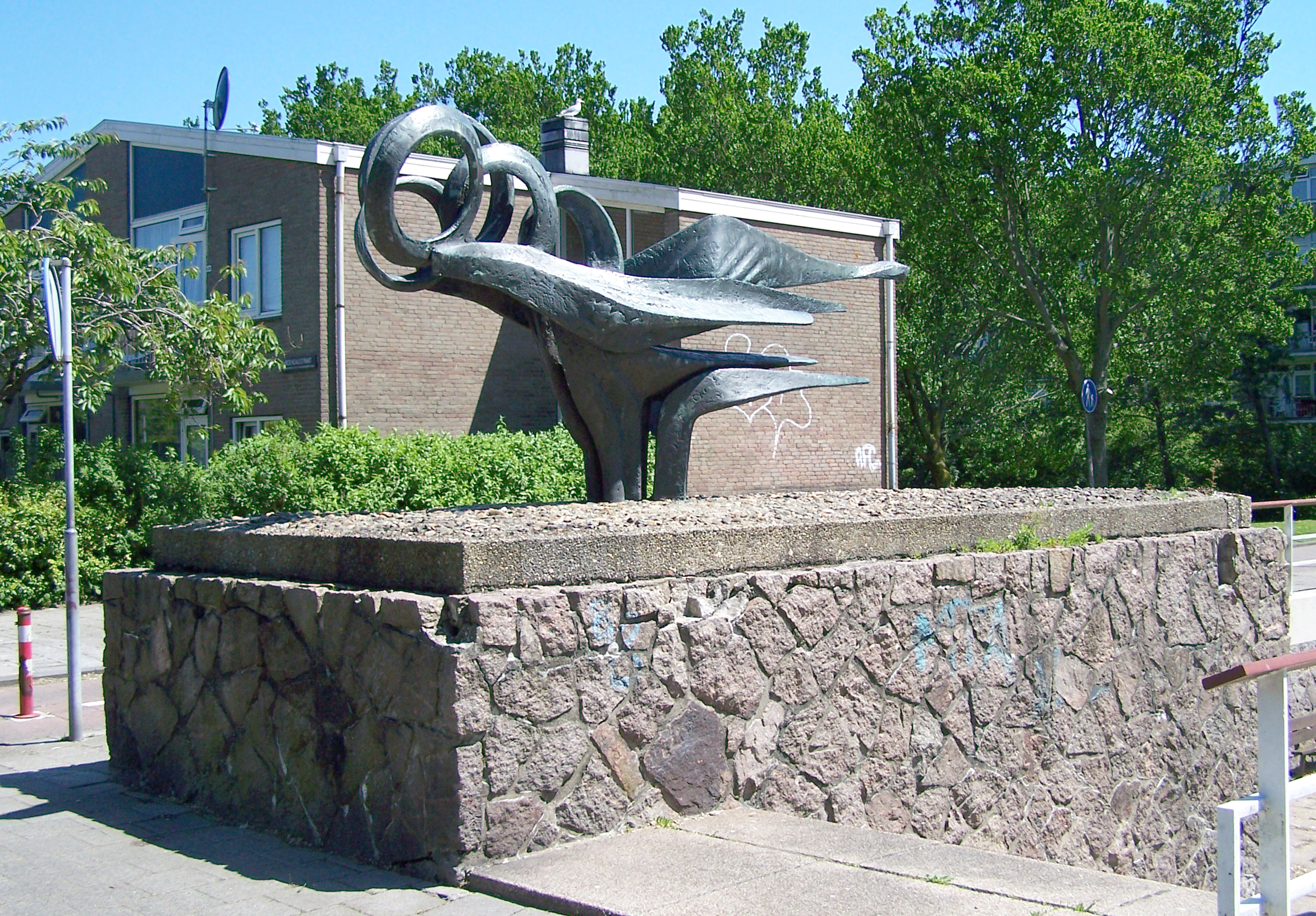
Brugbeeld (1970), Alkmaar
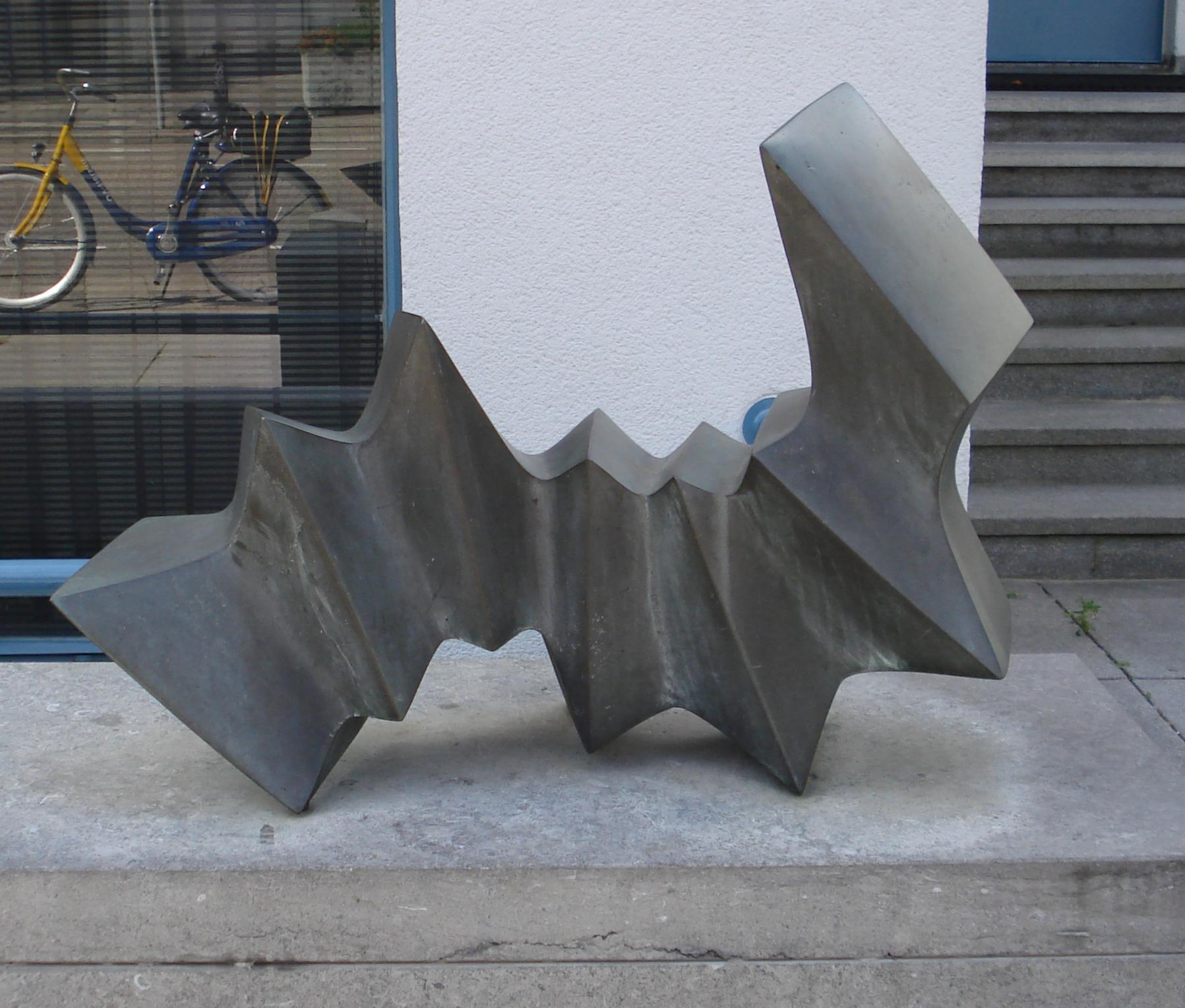
Beweging in de ruimte, golf (1970), Heerlen
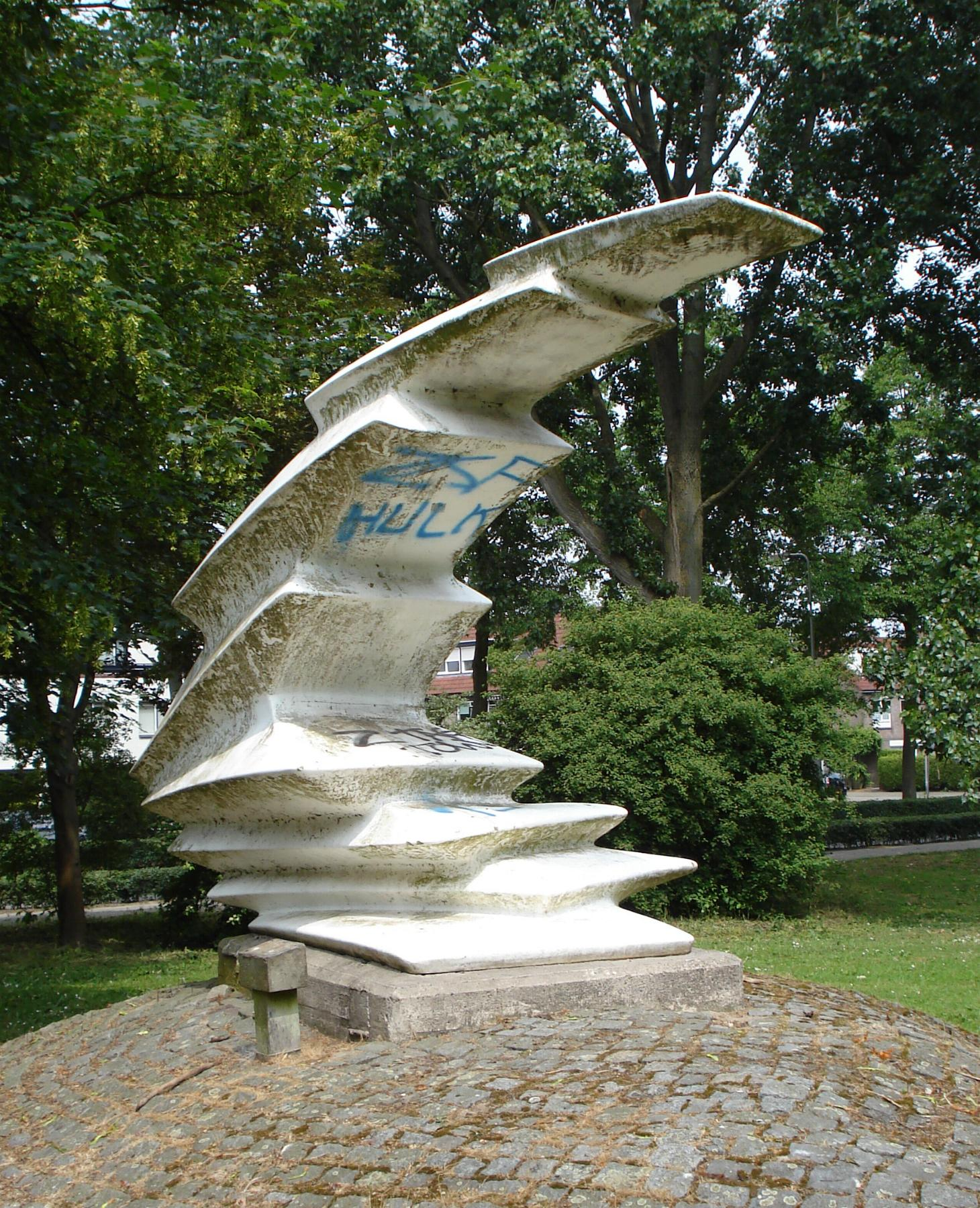
Beweging in de ruimte, Zwijndrecht
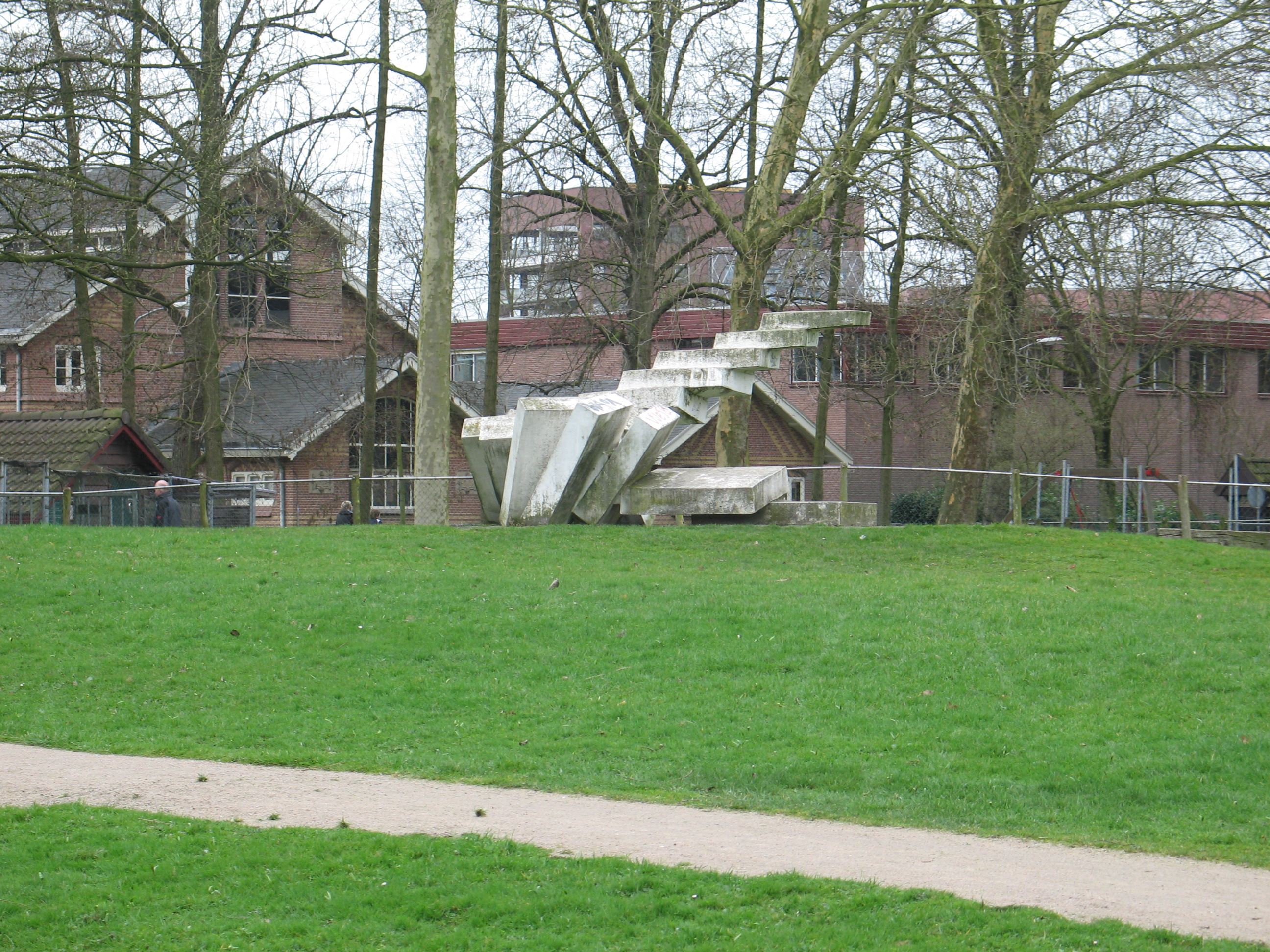
Beweging in de ruimte "spiraal" (1976), Wageningen
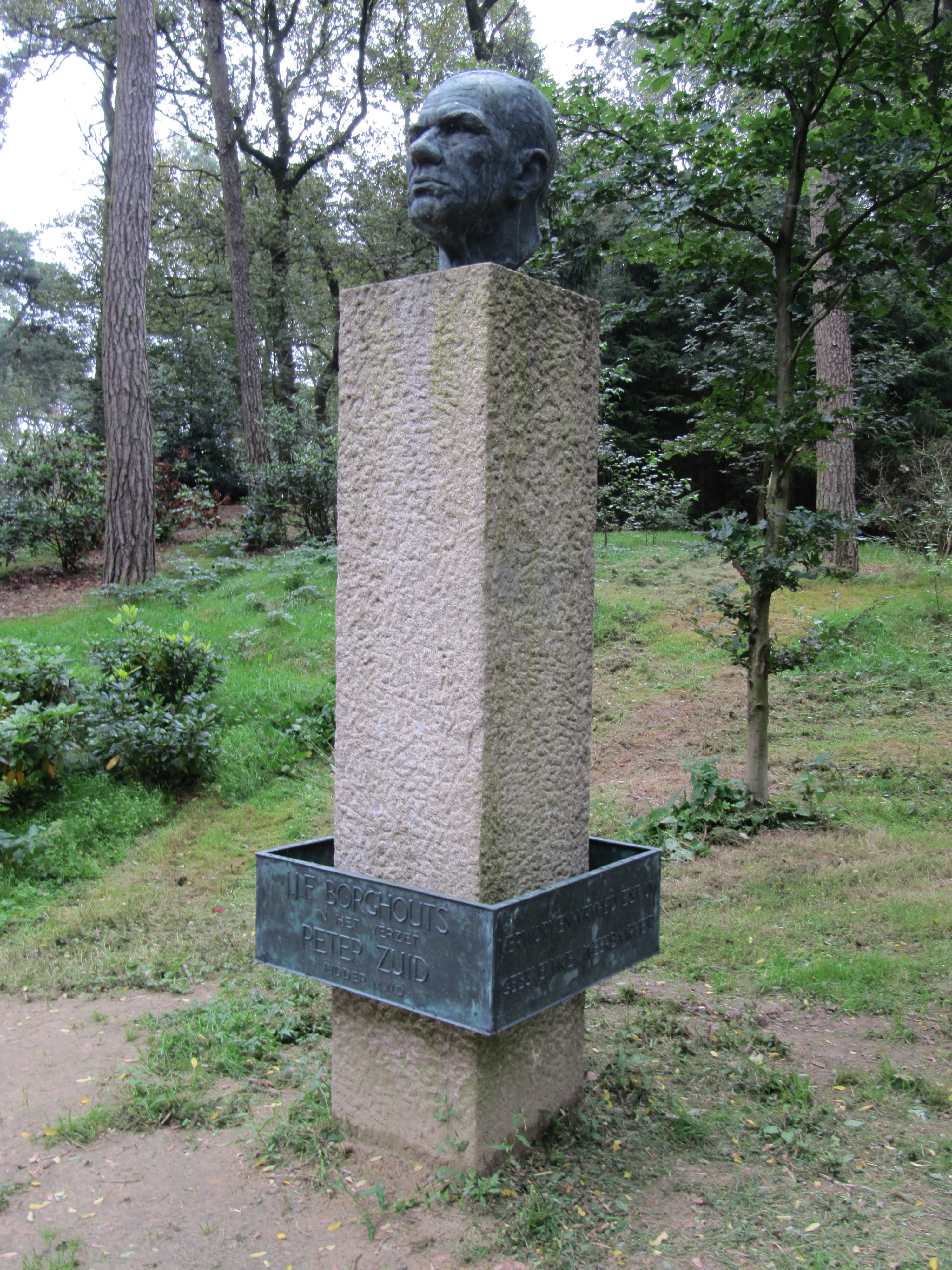
Buste Peter Zuid (1978), Overloon
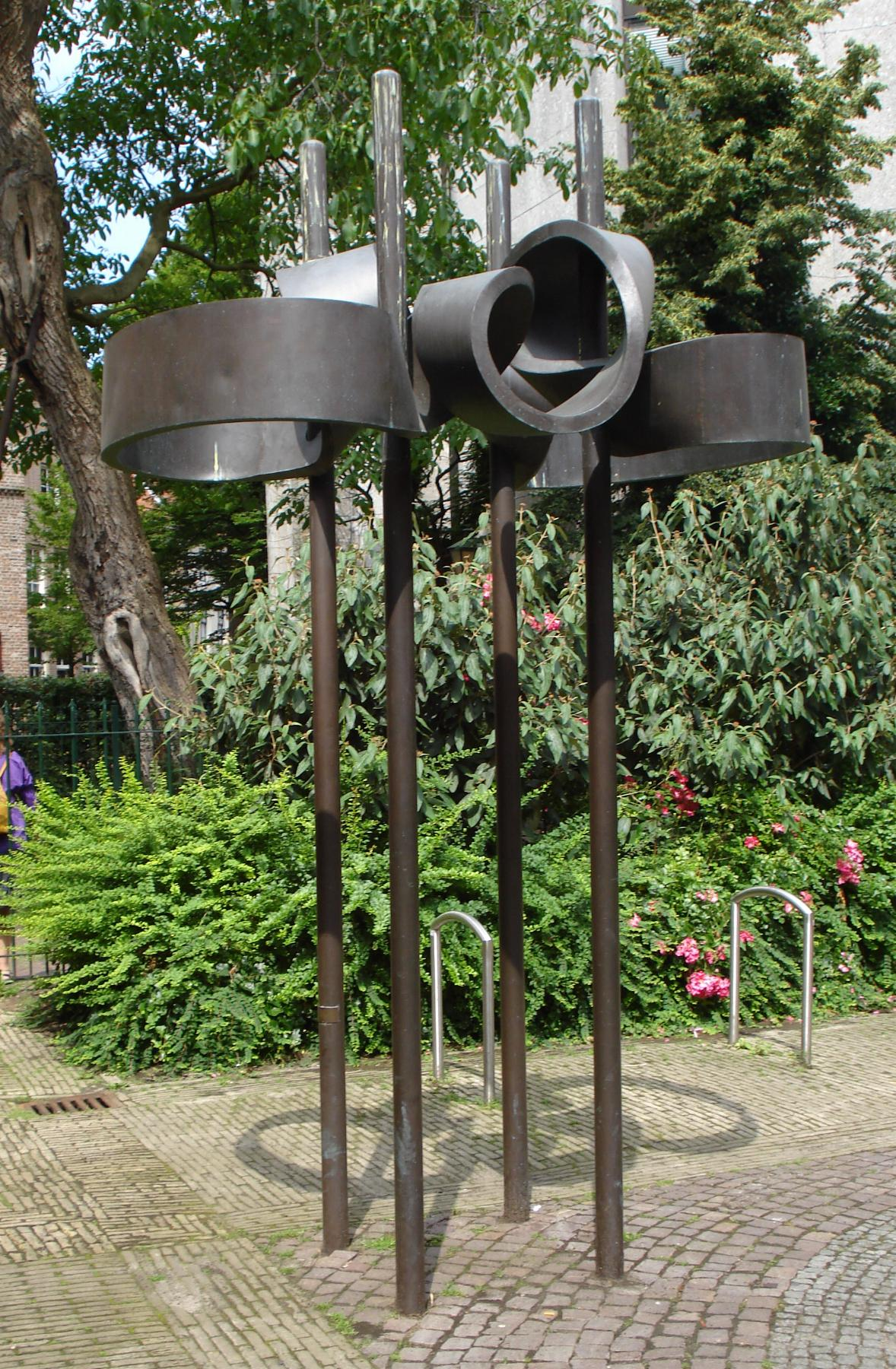
Ritme (1982), Zwolle
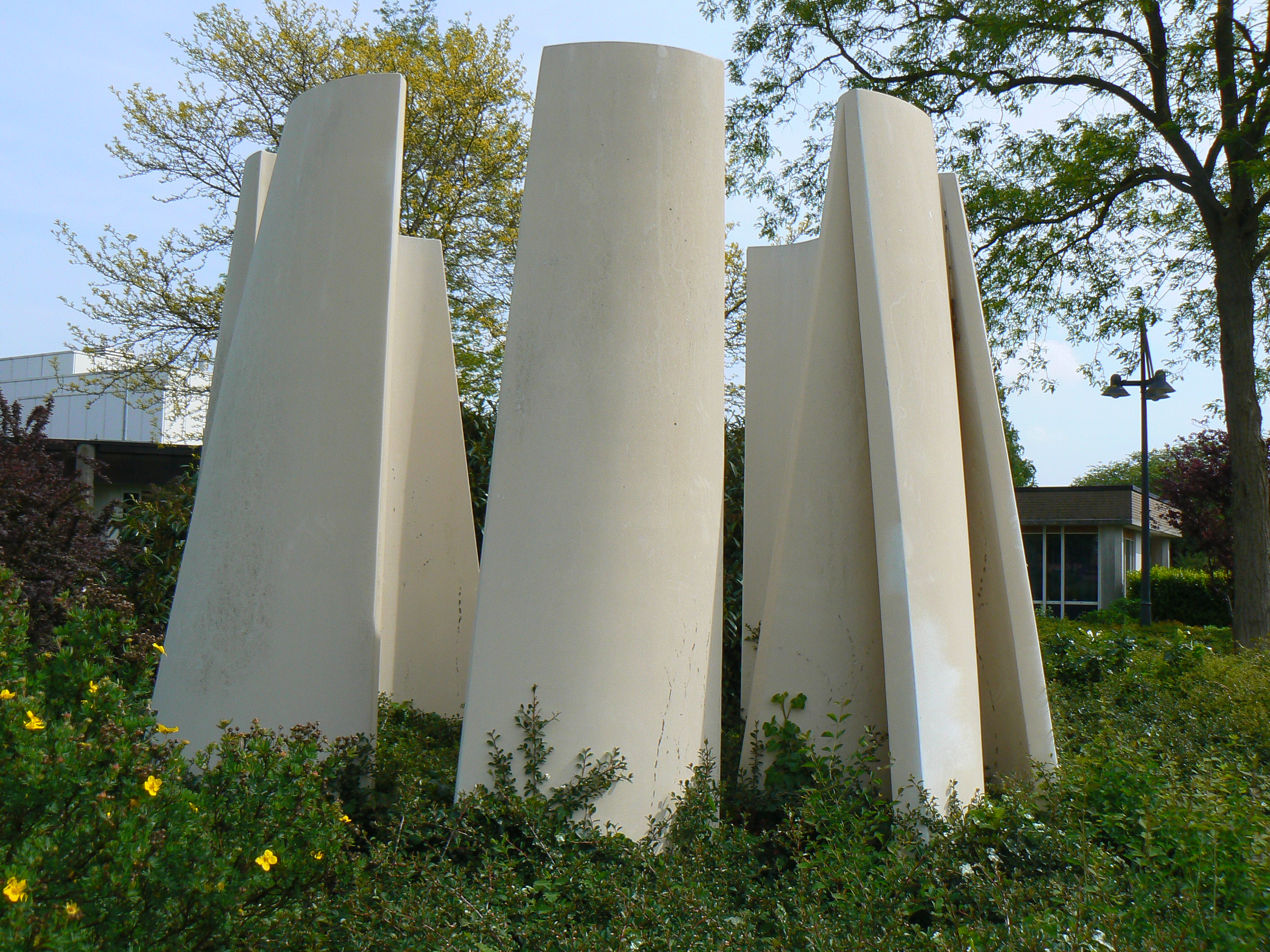
Cirkel (1986), Hoogeveen
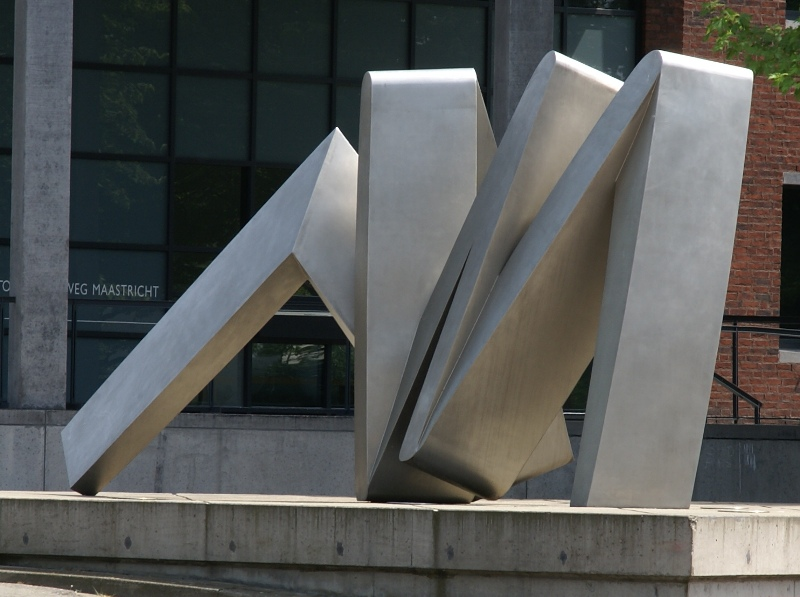
Lijn in beweging (1997), Maastricht
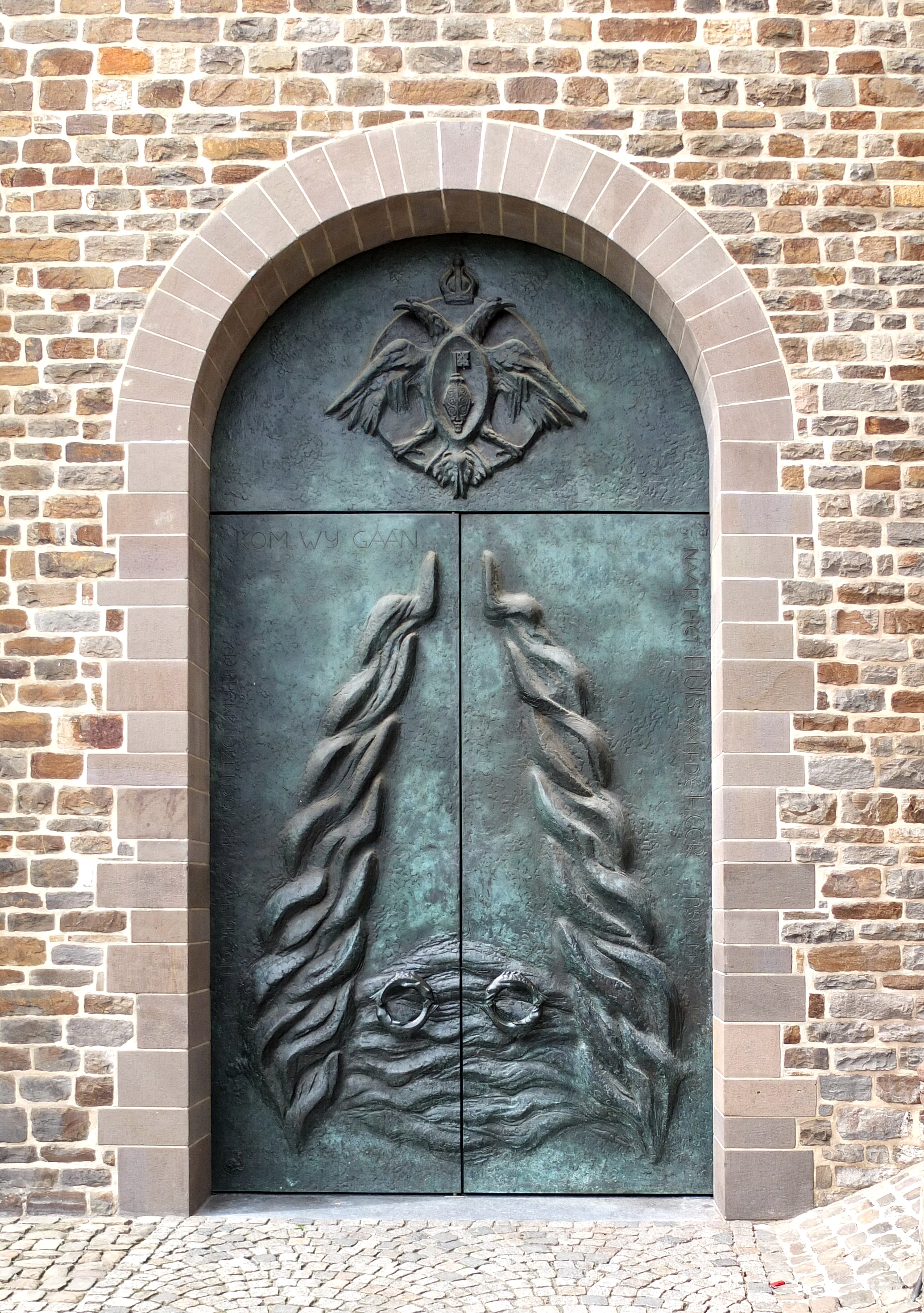
Deur van Sint-Servaasbasiliek (1990), Maastricht